# El Eco de Gerona (1923-1928)
El Eco de Gerona fue un periódico español editado en Gerona entre 1923 y 1928.

## Historia
El primer número del semanario salió el 6 de enero de 1923, llevando por subtítulo «Semanario de Acción Católica». Tenía su redacción y administración en la plaza de la Constitución, núm. 14; y más tarde en la calle de las Ollas, núm. 4, piso 1.º.
El periódico, adscrito al jaimismo, fue fundado por iniciativa de Joaquín Llach, jefe de la Comunión Tradicionalista en la provincia de Gerona, quien también fundó un nuevo centro jaimista en la ciudad tras la escisión de Vázquez de Mella.
Fue dirigido por el sacerdote Ramón Pericot. Contó con una sección religiosa y publicaba algunos textos en catalán. También fueron redactores del semanario los sacerdotes Manuel Grivé y Luis Constans. Dejó de publicarse en 1928, poco después de la muerte de Llach.